# Денизи
Денизи (порт. Denise) — муниципалитет в Бразилии, входит в штат Мату-Гросу. Составная часть мезорегиона Юго-запад штата Мату-Гроссу. Входит в экономико-статистический микрорегион Тангара-да-Серра. Население составляет 9489 человек на 2006 год. Занимает площадь 1300,924 км². Плотность населения — 7,3 чел./км².

## Статистика
- Валовой внутренний продукт на 2003 год составляет 59 683 192,00 реалов (данные: Бразильский институт географии и статистики).
- Валовой внутренний продукт на душу населения на 2003 год составляет 6972,34 реала (данные: Бразильский институт географии и статистики).
- Индекс развития человеческого потенциала на 2000 год составляет 0,736 (данные: Программа развития ООН).